# Arashi
Arashi (jap. 嵐, dt.Sturm) ist eine japanische Boygroup, die aus fünf Mitgliedern besteht und der Talentschmiede von Johnny & Associates (Johnny’s Jimusho) entsprang.
Nachdem die Mitglieder wie bei Johnny’s üblich einige Zeit als Johnny’s Juniors bei der Organisation waren und so an Bekanntheit gewonnen hatten, debütierten sie am 16. September 1999 in Honolulu im US-Bundesstaat Hawaii. Am 31. Oktober desselben Jahres veröffentlichten sie ihre erste Maxisingle mit dem Titel A.RA.SHI (deutsch Sturm) bei dem Label Pony Canon, bei dem sie bis 2001 blieben. Seit 2002 werden ihre Veröffentlichungen von J Storm produziert und vertrieben. Viele ihrer Singles werden als Titelsongs für diverse Dorama verwendet. Im November 2006 gaben Arashi als erste Band von Johnny & Associates ein Konzert in Südkorea.
Alle Mitglieder sammelten auch schon reichlich Erfahrung in der Filmbranche. So spielten sie in zahlreichen Dorama mit und traten in vielen verschiedenen Werbespots auf.
Ihre Musik bewegt sich vorwiegend in den Regionen des J-Pop, die Stilrichtung Hip-Hop spielt aber ebenfalls eine Rolle und wird von Sakurai Sho eingebracht.

## Biografie
Da Arashi noch als Johnny’s Juniors bereits einige Zeit vor ihrem Debüt als Gruppe bestanden hatten, wurden sie bei ihrer Debüt-Performance von mehr als 80.000 Fans gefeiert. Ihre erste Single A.RA.SHI wurde ein Hit.
Es folgten weitere Singles und Alben. Sie brachten auch zwei Filme heraus: Pika★nchi: Life is Hard dakedo Happy und Pika★★nchi Double: Life is Hard dakara Happy, bei denen sie die Hauptrollen spielten.
Aufgrund großen Andrangs koreanischer Fans auf Arashis Pressekonferenz in Korea im Rahmen ihrer Jet Storm Tour, die ihr neues Album Arashic promoten sollte, entschied Johnny’s, dass Arashi als erste ihrer Bands Konzerte in Südkorea geben sollte. Die vier Konzerte waren binnen kürzester Zeit ausverkauft, Presseberichten zufolge waren die 150.000 Tickets für das erste Konzert innerhalb einer Stunde vergeben gewesen. Abgesehen von diesen Konzerten repräsentierte die Gruppe Japan beim Asia Song Festival 2006, das ebenfalls in Südkorea stattfand.

## Erfolge
Arashi hat bis jetzt (Stand: August 2009) 11 Alben und 27 Singles veröffentlicht. Die am 21. Februar 2007 veröffentlichte Single Love so Sweet wurde der Titelsong der erfolgreichen Dorama-Serie Hana Yori Dango 2 und sicherte sich den ersten Platz der Oricon Tages- und Wochen-Rankings. Auch ihre Single vom 2. Mai desselben Jahres erreichte die höchste Chartposition in der ersten Woche. Insgesamt haben Arashi damit (bis zum August 2007) acht Singles, die sofort auf den ersten Platz kletterten und 15 Singles, die diesen erreichten.
Auch Arashi’s Album Time debütierte vom ersten Platz der Oricon-Charts und verkaufte 191.000 Kopien in der ersten Woche.
Im April 2007 traten Arashi bei ihrem bisher größten Konzert auf. Arashi Around Asia fand im Osaka Dome (Kyocera Dome Osaka) und im Tokyo Dome statt, mit einer Gesamtkapazität von 100.000 Plätzen.
2008 gelang es Arashi sowohl Platz 1 als auch zwei in den Oricon Jahrescharts zu erreichen, was seit 1989 keinem anderen Künstler mehr gelungen war.
2010 sind Arashi vom Ministerium für Land, Infrastruktur, Transport und Tourismus zum "Gesicht Japans" gewählt worden und Aiba Masaki, Matsumoto Jun und Sakurai Sho haben auf der dazugehörigen Pressekonferenz den Bergüßungssatz "Wir erwarten euch in Japan!" jeweils in Chinesisch, Koreanisch und English wiedergegeben.
Im April 2010 brechen Arashi mit ihrer DVD ARASHI Anniversary Tour 5×10 erneut alle Verkaufsrekorde, indem sich die DVD in der ersten Woche bereits 477.000 Mal verkauft und die Spitze der Oricon-Charts erreicht. Auch in der zweiten Woche weicht die DVD nicht vom ersten Platz, was angesichts der hohen Veröffentlichungsrate in Japan ein großer Erfolg ist. Für Arashi ist es bereits die 2. DVD 2010, der dies gelingt, die 3. in ihrer gesamten Laufbahn.

## Mitglieder
- Satoshi Ōno
- Shō Sakurai
- Kazunari Ninomiya
- Jun Matsumoto

## Diskografie
Studioalben

| Jahr | Titel                                         | Höchstplatzierung, Gesamtwochen, AuszeichnungChartplatzierungen (Jahr, Titel, Platzierungen, Wochen, Auszeichnungen, Anmerkungen) | Höchstplatzierung, Gesamtwochen, AuszeichnungChartplatzierungen (Jahr, Titel, Platzierungen, Wochen, Auszeichnungen, Anmerkungen) | Anmerkungen                                                  |
| Jahr | Titel                                         | JP | KR | Anmerkungen                                                  |
| ---- | --------------------------------------------- | --- | --- | ------------------------------------------------------------ |
| 2001 | Arashi No.1 Ichigou: Arashi wa Arashi o Yobu! | JP1 Platin · (5 Wo.)JP | — | Erstveröffentlichung: 24. Januar 2001 Verkäufe: + 400.000    |
| 2002 | Here We Go!                                   | JP2 Gold · (8 Wo.)JP | — | Erstveröffentlichung: 17. Juli 2002 Verkäufe: + 200.000      |
| 2003 | How’s It Going?                               | JP2 Gold · (14 Wo.)JP | — | Erstveröffentlichung: 9. Juli 2003 Verkäufe: + 100.000       |
| 2004 | Iza, Now                                      | JP1 Gold · (10 Wo.)JP | — | Erstveröffentlichung: 21. Juli 2004 Verkäufe: + 100.000      |
| 2005 | One                                           | JP1 Gold · (17 Wo.)JP | — | Erstveröffentlichung: 3. August 2005 Verkäufe: + 100.000     |
| 2006 | Arashic                                       | JP1 Gold · (22 Wo.)JP | — | Erstveröffentlichung: 5. Juli 2006 Verkäufe: + 100.000       |
| 2007 | Time                                          | JP1 Platin · (86 Wo.)JP | — | Erstveröffentlichung: 11. Juli 2007 Verkäufe: + 250.000      |
| 2008 | Dream "A" Live                                | JP1 Platin · (53 Wo.)JP | — | Erstveröffentlichung: 23. April 2008 Verkäufe: + 250.000     |
| 2010 | Boku no Miteiru Fūkei                         | JP1 Diamant · (85 Wo.)JP | KR11 (2 Wo.)KR | Erstveröffentlichung: 4. August 2010 Verkäufe: + 1.000.000   |
| 2011 | Beautiful World                               | JP1 Diamant · (66 Wo.)JP | KR6 (1 Wo.)KR | Erstveröffentlichung: 6. Juli 2011 Verkäufe: + 1.000.000     |
| 2012 | Popcorn                                       | JP1 ×3Dreifachplatin · (70 Wo.)JP                                                                                                 | KR13 (1 Wo.)KR | Erstveröffentlichung: 31. Oktober 2012 Verkäufe: + 750.000   |
| 2013 | Love                                          | JP1 ×3Dreifachplatin · (41 Wo.)JP                                                                                                 | KR11 (2 Wo.)KR | Erstveröffentlichung: 23. Oktober 2013 Verkäufe: + 750.000   |
| 2014 | The Digitalian                                | JP1 ×3Dreifachplatin · (46 Wo.)JP                                                                                                 | KR29 (2 Wo.)KR | Erstveröffentlichung: 22. Oktober 2014 Verkäufe: + 750.000   |
| 2015 | Japonism                                      | JP1 Diamant · (58 Wo.)JP | KR59 (2 Wo.)KR | Erstveröffentlichung: 21. Oktober 2015 Verkäufe: + 1.000.000 |
| 2016 | Are You Happy?                                | JP1 ×3Dreifachplatin · (39 Wo.)JP                                                                                                 | KR43 (2 Wo.)KR | Erstveröffentlichung: 26. Oktober 2016 Verkäufe: + 750.000   |
| 2017 | Untitled                                      | JP1 ×3Dreifachplatin · (74 Wo.)JP                                                                                                 | KR31 (2 Wo.)KR | Erstveröffentlichung: 18. Oktober 2017 Verkäufe: + 750.000   |
| 2020 | This Is Arashi                                | JP1 ×3Dreifachplatin · (57 Wo.)JP                                                                                                 | — | Erstveröffentlichung: 3. November 2020 Verkäufe: + 750.000   |